# Nokia E65

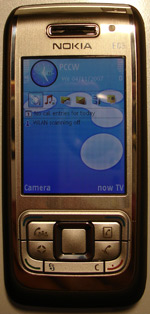
Nokia E65

De Nokia E65 is een mobiele telefoon van Nokia. Het is een quad-bandtoestel.
Het model is in het eerste kwartaal van 2007 op de Europese markt verschenen. Het toestel is een slide-toestel, wat betekent dat het toetsenbord tevoorschijn komt als het beeldscherm naar boven wordt geschoven.
Het is een van de weinige platte (slanke) slide-toestellen van Nokia. De meeste slide-toestellen van Nokia zijn dikker, zoals de Nokia N95 en de Nokia 5200. Het toestel is verkrijgbaar in zes tinten: bruin, rood, roze, zwart, wit en paars.

## Specificaties
- De telefoon maakt gebruik van het besturingssysteem Symbian, S60 Editie 3.
- Het toestel is voorzien van office-functies. Dit betekent dat het mogelijk is om Word-, Excel- en PowerPoint-bestanden te openen.
- Op de rug van het toestel is een camera met een resolutie van 2 megapixels te vinden.
- De zogenaamde One Touch-knop maakt het mogelijk om een eigen functie te programmeren voor deze toets.
- Het toestel is voorzien van wifi en tevens voorzien van een door Nokia zelf ontwikkelde HTML-browser.
- Het geheugen van het toestel is 50 MB, maar kan worden uitgebreid met een MicroSD-kaart.
- Voorzien van een mediaspeler: video- en audiostreaming (3GPP en Real Media), muziekspeler (MP3/AAC).

E50 · E51 · E60 · E61 · E61i · E62 · E65 · E66 · E70 · E71 · E72 · E90